# باول ولمان
باول ولمان (بالإنجليزية: Paul Wellman)‏ هو كاتب ومؤرخ أمريكي، ولد في 15 أكتوبر 1895 في الولايات المتحدة، وتوفي بنفس المكان في 17 سبتمبر 1966.

## وصلات خارجية
- باول ولمان على موقع IMDb (الإنجليزية)
- باول ولمان على موقع قاعدة بيانات الفيلم (الإنجليزية)